# Floridinella
Floridinella is een mosdiertjesgeslacht uit de familie van de Onychocellidae en de orde Cheilostomatida. De wetenschappelijke naam ervan is in 1917 voor het eerst geldig gepubliceerd door Ferdinand Canu en Ray Smith Bassler.

## Soorten
- Floridinella parvula Canu & Bassler, 1928

Niet geaccepteerde soorten:
- Floridinella arculifera Canu & Bassler 1927 → Tretosina arculifera (Canu & Bassler, 1927)
- Floridinella typica Canu & Bassler, 1928 → Ammatophora typica Canu & Bassler, 1928)